# Jaroslav Reitmeier (kněz)
Jaroslav Reitmeier (kněz) (8. května 1910, Horažďovice – 13. června 1983, Vlašim), farář Církve československé husitské.

## Život
Narodil se v nemajetné rodině drážního zaměstnance. Středoškolská studia zahájil v roce 1921 na reálném gymnáziu v Sušici. Po roce přestoupil na II. české státní reálné gymnázium v Plzni, kde v roce 1929 složil maturitní zkoušku. Od roku 1930 působil jako učitel náboženství ve službách Církve československé husitské, do které vstoupil v roce 1924. Až do roku 1945 postupně vyučoval v náboženských obcích v Nové Vsi pod Pleší (1930–1931), Horažďovicích (1931–1932), Peruci u Loun (1932–1933) a v Dolních Kralovicích (1934–1945), kde byl v roce 1945 ustanoven duchovním Církve československé husitské. Katechetské zkoušky složil v květnu 1935 před církevní zkušební komisí v Praze. Dne 19. srpna 1935 uzavřel sňatek s Marií, rozenou Frkovou. V manželství se narodily dvě děti: Jaroslava (*1935) a Jaroslav (1947). V Dolních Kralovicích byl aktivním činovníkem Sokola a divadelního ochotnického spolku, politicky se hlásil k sociální demokracii. 
Během nacistické okupace byl Jaroslav Reitmeier společně s farářem Církve československé husitské v Dolních Kralovicích Jaroslavem Matoušem vyslýchán a napadán v Árijském boji pro přátelské styky s příslušníky místní židovské komunity. Přátelil se zejména s židovskou rodinou Bauerových, která vlastnila v Dolních Kralovicích výrobnu umělých květin. Když se jejich dva synové nechali v roce 1939 v Církvi československé husitské pokřtít, stal se jejich kmotrem.
Na dolnokralovické faře Církve československé husitské byl ilegálně přechováván gestapem hledaný Vlastimil Hanzl. Ten se po útěku z protektorátu přihlásil k československé zahraniční armádě ve Francii. Odveden byl 4. 3. 1940 v Marseille. V bitvě o Francii byl zraněn a zajat, ale podařilo se mu uprchnout a dostat se zpět do protektorátu. Útočiště na nějaký čas nalezl na faře Církve československé husitské  v Dolních Kralovicích u faráře Jaroslava Matouše, jehož manželka byla Hanzlova sestra. Po opatření falešných dokumentů odešel do Valašského Meziříčí, kde získal zaměstnání a znovu se zapojil do domácího odboje.
Jaroslav Reitmeier byl zatčen v souvislosti s odhalením partyzánské skupiny vedené poručíkem Karlem Pulcem, který po rozpuštění československé armády pracoval jako lesní adjunkt na myslivně v Zahájí u Hněvkovic. V polesí se mu dařilo až do 27. ledna 1945 organizovat partyzánský oddíl. Když došlo k jeho infiltrování gestapem, byl Pulec společně se spolupracovníky obklíčen při schůzce v Kobylím dole. Na útěku utrpěl zranění, a nakonec se v obklíčení sám zastřelil. Následným vyšetřováním u něj byly nalezeny doklady k motocyklu, který mu pro jeho činnost dal Jaroslav Reitmeier k dispozici. Dne 28. ledna 1945 byl i s manželkou Marií zatčen pro spolupráci s nepřáteli Říše a odvezen do krajské věznice v Táboře. Až do svého propuštění 1. dubna 1945 byl nasazován na manuální práce v zemědělství.
V říjnu 1945 bylo Jaroslavu Reitmeierovi uděleno biskupem Janem Amosem Tabachem v Hradci Králové kněžské svěcení. V náboženské obci Církve československé husitské v Dolních Kralovicích sloužil jako duchovní a posléze farář (od 15. 2. 1946) do konce roce 1961, kdy byl přeložen do Vlašimi. Do starobního důchodu odešel v listopadu 1973.